# Onsala församling
Onsala församling är en församling i Kungsbacka kontrakt i Göteborgs stift. Församlingen utgör ett eget pastorat och ligger i Kungsbacka kommun i Hallands län.

## Administrativ historik
Församlingen har medeltida ursprung. Församlingen har utgjort och utgör ett eget pastorat.

## Kyrkor
- Onsala kyrka